# 丽江大石桥
丽江大石桥，又名卖麻布桥、映雪桥，位于中国云南省丽江市古城区大研街道五一街社区兴仁下段71号，地处古城中心，四方街东侧100米处，五一街与新义街密士巷交汇处。这是一座双孔石拱桥，跨中河中段，长10余米，宽4米。桥面用五花石砌筑。该桥由木氏土司修建于明代，桥下可见玉龙雪山的倒影。
2011年3月9日，丽江大石桥公布为古城区文物保护单位。